# Monong
Monong is een dorp in het district Kgalagadi in Botswana. De plaats telt 267 inwoners (2011).